# Otto Strobel

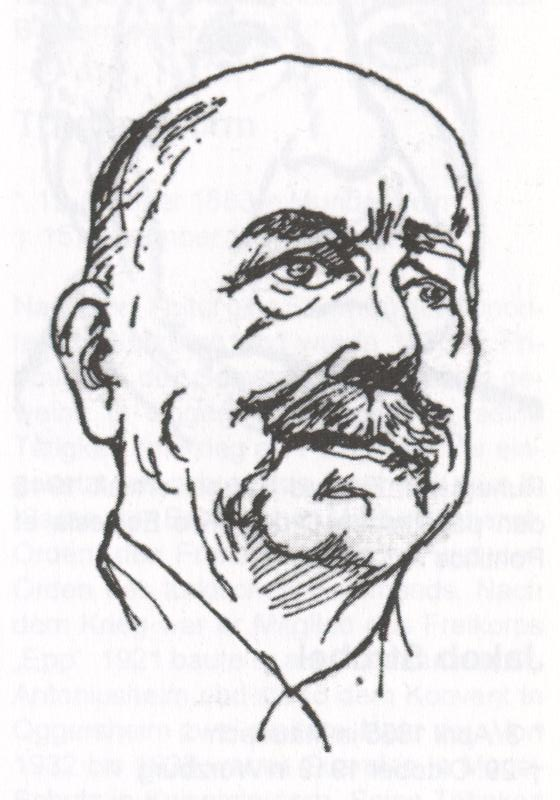
Zeichnung von Otto Strobel um 1925

Otto Strobel (* 6. April 1872 in Regensburg; † 13. September 1940 in Gräfelfing) war ein deutscher Politiker (NLP, ab 1918 DVP) und Jurist, von 1905 bis 1934 erster hauptamtlicher Bürgermeister, später Oberbürgermeister der Stadt Pirmasens und ab 1920 Vorsitzender des Pfälzischen Kreistags.

## Leben und Wirken
Otto Strobel wurde am 6. April des Jahres 1872 als Sohn eines Drechslers in Regensburg geboren. Dort wuchs er auf und begann nach der Schule ein Jurastudium. Während seines Studiums wurde er 1891 Mitglied der Leipziger Burschenschaft Germania. Später arbeitete Strobel als Magistratsrat in Bayreuth. Im Jahr 1905 wählte der Stadtrat von Pirmasens den ersten hauptberuflichen Bürgermeister, den damals 33-jährigen Strobel. Dieser förderte die Infrastruktur der zuvor sehr stark gewachsenen Stadt und sorgte für ein Elektrizitätswerk (1907) und die Einrichtung einer Filiale der Königlichen Bayerischen Bank 1911 in Pirmasens. Ein Jahr später wurde Strobel in den Pfälzischen Kreistag gewählt. Bis ins Jahr 1913 wurde die Biebermühlbahn Richtung Kaiserslautern vervollständigt. Am 26. Januar 1918 gründeten auf Initiative Strobels einige Unternehmer der Stadt die Bauhilfe Pirmasens, um billigen Wohnraum für die Fabrikarbeiter zu schaffen.
Nach Ende des Ersten Weltkrieges und Besetzung der Stadt durch französische  Truppen wurde Strobel 1920 Vorsitzender des Pfälzischen Kreistages. Weil er 1923 eine Anordnung der Besatzungsregierung, die den Versailler Vertrag verletzte, nicht veröffentlichen ließ, wurde er verhaftet und im Mainzer Militärgefängnis inhaftiert. Nach Verurteilung und Ausweisung durfte Strobel 1924 zurück in Stadt und Amt. Als die Währungsreformen 1923–1925 die Inflation beendeten, entschloss sich der Oberbürgermeister zur Aufnahme eines Kredites, um damit neue Projekte wie die Anlage des neuen Waldfriedhofs (1924), den Bau der Streck- und Zeppelinsbrücke (1927–1928), das Stadtbad (1926–1934) sowie die Sommerwaldsiedlung (1928–1930) zu finanzieren. Im März 1933 gewann die NSDAP die Reichstagswahl mit fast 50 % der Stimmen. Dem geduldeten Oberbürgermeister wurde Carl Caspary als Stadtkommissar beigeordnet, der de facto die Verwaltung leitete. Strobel trat daraufhin 1934 zurück und zog nach Bayern, wo er am 13. September 1940 in Gräfelfing verstarb.

## Auszeichnungen
Während eines Besuchs des Prinzregenten Ludwig in Pirmasens erhielt Otto Strobel im Jahr 1913 den Verdienstorden vom Heiligen Michael. Die Bayerische Staatsregierung zeichnete ihn mit dem Titel und Rang Geheimer Rat aus. Nach seinem Tod und dem Ende des Zweiten Weltkrieges benannte die Stadt Pirmasens eine Allee am Stadtrand nach ihm.